# Kudajuńce
Kudajuńce (biał. Кудаюнцы; ros. Кудаюнцы) – chutor na Białorusi, w obwodzie grodzieńskim, w rejonie werenowskim, w sielsowiecie Dociszki.
Dawniej folwark i dwór. W dwudziestoleciu międzywojennym leżały w Polsce, w województwie nowogródzkim, w powiecie lidzkim (od 1 lipca 1926 do 19 maja 1930 w województwie wileńskim, w powiecie wileńsko-trockim), do 19 maja 1930 w gminie Koniawa, następnie w gminie Raduń.